# حسابدار عمومی گواهی‌شده
حسابدار عمومی گواهی‌شده (به انگلیسی: Certified Public Accountant یا CPA) یک عنوان قانونی برای حسابداران باکیفیت در آمریکا است. این افراد آزمون‌های یک‌شکل حسابدار عمومی گواهی‌شده را گذرانده‌اند و دیگر الزامات تکمیلی هر ایالت برای آموزش و تجربه را احراز کرده‌اند.

## در ایران
در ایران، طبق «قانون استفاده از خدمات تخصصی و حرفه‌ای حسابداران ذی‌صلاح به عنوان حسابدار رسمی» (مصوب ۲۱ دی ۱۳۷۲ و اصلاحیهٔ مورخ ۱۷ بهمن ۱۳۷۲، مجلس شورای اسلامی) حسابداران عمومی گواهی‌شده «حسابدار رسمی» نامیده می‌شوند.

طبق «آیین‌نامه تعیین صلاحیت حسابداران رسمی و چگونگی انتخاب آنان» (مصوب ۲۲ مرداد ۱۳۷۴، هیئت وزیران) متقاضیان عضویت در جامعه حسابداران رسمی ایران - که پس از عضویت دارای عنوان حسابدار رسمی می‌شوند - به شرط داشتن مدرک دانشگاهی یا حرفه‌ای معتبر و پیشینه انجام کار حرفه‌ای مربوط می‌توانند در آزمون کتبی برگزاری توسط هیئت تشخیص صلاحیت حسابداران رسمی شرکت کنند؛ و در صورت موفقیت در این آزمون به عضویت جامعه حسابداران رسمی ایران پذیرفته شوند. هیئت تشخیص صلاحیت حسابداران رسمی مرکب از ۷ عضو است که از سوی وزیر امور اقتصادی و دارایی به مدت ۲ سال منصوب می‌شوند.
شمار حسابداران رسمی ایران
هم اکنون، شمار اعضای جامعه حسابداران رسمی ایران، به نقل از وب‌گاه رسمی آن به شرح زیر است:
| وضعیت اعضا                       | تعداد اعضا |
| -------------------------------- | ---------- |
| شاغلین انفرادی                   | ۱۵۱        |
| شاغل در سازمان حسابرسی           | ۲۳۴        |
| شاغل در موسسات عضو               | ۱۸۵        |
| غیر شاغل                         | ۵۳۹        |
| مجموع اعضای حقیقی                | ۱۱۰۹       |
| موسسات حسابرسی عضو (اعضای حقوقی) | ۲۴۷        |